# Scenopinus vitripennis
Scenopinus vitripennis är en tvåvingeart som beskrevs av Johann Wilhelm Meigen 1824. Scenopinus vitripennis ingår i släktet Scenopinus och familjen fönsterflugor. Inga underarter finns listade i Catalogue of Life.